# Martinez (Geòrgia)
Martinez és una concentració de població designada pel cens dels Estats Units a l'estat de Geòrgia. Segons el cens del 2000 tenia 27.749 habitants.

## Demografia
Segons el cens del 2000, Martinez tenia 27.749 habitants, 9.886 habitatges, i 8.037 famílies. La densitat de població era de 852,3 habitants/km².
Dels 9.886 habitatges en un 44,9% hi vivien nens de menys de 18 anys, en un 67,2% hi vivien parelles casades, en un 11,2% dones solteres, i en un 18,7% no eren unitats familiars. En el 15,6% dels habitatges hi vivien persones soles el 4,4% de les quals corresponia a persones de 65 anys o més que vivien soles. El nombre mitjà de persones vivint en cada habitatge era de 2,8 i el nombre mitjà de persones que vivien en cada família era de 3,13.
Per edats la població es repartia de la següent manera: un 29,3% tenia menys de 18 anys, un 7,2% entre 18 i 24, un 30,9% entre 25 i 44, un 25,4% de 45 a 60 i un 7,1% 65 anys o més.
L'edat mediana era de 35 anys. Per cada 100 dones de 18 o més anys hi havia 91,2 homes.
La renda mediana per habitatge era de 58.069 $ i la renda mediana per família de 62.929 $. Els homes tenien una renda mediana de 45.714 $ mentre que les dones 28.280 $. La renda per capita de la població era de 26.734 $. Entorn del 2,5% de les famílies i el 3,1% de la població estaven per davall del llindar de pobresa.

## Poblacions més properes
El següent diagrama mostra les poblacions més properes.